# Heather Robson
Heather Robson (* 6. Mai 1928, geborene Heather Redwood; † 11. Oktober 2019) war eine neuseeländische Badmintonspielerin. Jeffrey Robson ist ihr Ehemann.

## Karriere
Heather Robson ist eine der bedeutendsten Persönlichkeiten des neuseeländischen Badmintonsports. Als Aktive gewann sie 17 nationale Titel. Zuvor war sie als Juniorin auch im Tennis erfolgreich gewesen. Als Funktionärin war sie unter anderem Präsidentin des neuseeländischen Badmintonverbandes und der Präsidentin des Tennisverbandes von Auckland. Auf das Ehepaar Robson zurück geht der Robson Shield genannte Teamwettbewerb der Badminton-Ozeanienmeisterschaft.

## Erfolge im Badminton
| Saison | Veranstaltung                     | Disziplin   | Platz | Name                          |
| ------ | --------------------------------- | ----------- | ----- | ----------------------------- |
| 1950   | Neuseeland: Einzelmeisterschaften | Damendoppel | 1     | Heather Redwood / Val Johnson |
| 1951   | Neuseeland: Einzelmeisterschaften | Damendoppel | 1     | Heather Redwood / Val Johnson |
| 1951   | Neuseeland: Einzelmeisterschaften | Dameneinzel | 1     | Heather Redwood               |
| 1952   | Neuseeland: Einzelmeisterschaften | Damendoppel | 1     | Heather Redwood / Val Gow     |
| 1952   | Neuseeland: Einzelmeisterschaften | Dameneinzel | 1     | Heather Redwood               |
| 1953   | Neuseeland: Einzelmeisterschaften | Mixed       | 1     | J. E. Robson / Heather Robson |
| 1954   | Irish Open                        | Dameneinzel | 1     | Heather Robson                |
| 1955   | Neuseeland: Einzelmeisterschaften | Damendoppel | 1     | Heather Robson / Sonia Cox    |
| 1955   | Neuseeland: Einzelmeisterschaften | Mixed       | 1     | J. E. Robson / Heather Robson |
| 1959   | Neuseeland: Einzelmeisterschaften | Dameneinzel | 1     | Heather Robson                |
| 1961   | Neuseeland: Einzelmeisterschaften | Mixed       | 1     | J. E. Robson / Heather Robson |
| 1961   | Neuseeland: Einzelmeisterschaften | Dameneinzel | 1     | Heather Robson                |
| 1962   | Neuseeland: Einzelmeisterschaften | Damendoppel | 1     | Heather Robson / V. Gow       |
| 1962   | Neuseeland: Einzelmeisterschaften | Dameneinzel | 1     | Heather Robson                |
| 1963   | Neuseeland: Einzelmeisterschaften | Damendoppel | 1     | Heather Robson / V. Gow       |
| 1963   | Neuseeland: Einzelmeisterschaften | Dameneinzel | 1     | Heather Robson                |
| 1964   | Neuseeland: Einzelmeisterschaften | Damendoppel | 1     | Heather Robson / V. Gow       |
| 1964   | Neuseeland: Einzelmeisterschaften | Dameneinzel | 1     | Heather Robson                |
| 1969   | Neuseeland: Einzelmeisterschaften | Damendoppel | 2     | Heather Robson / Val Gow      |